# Frauenkirche (Günzburg)

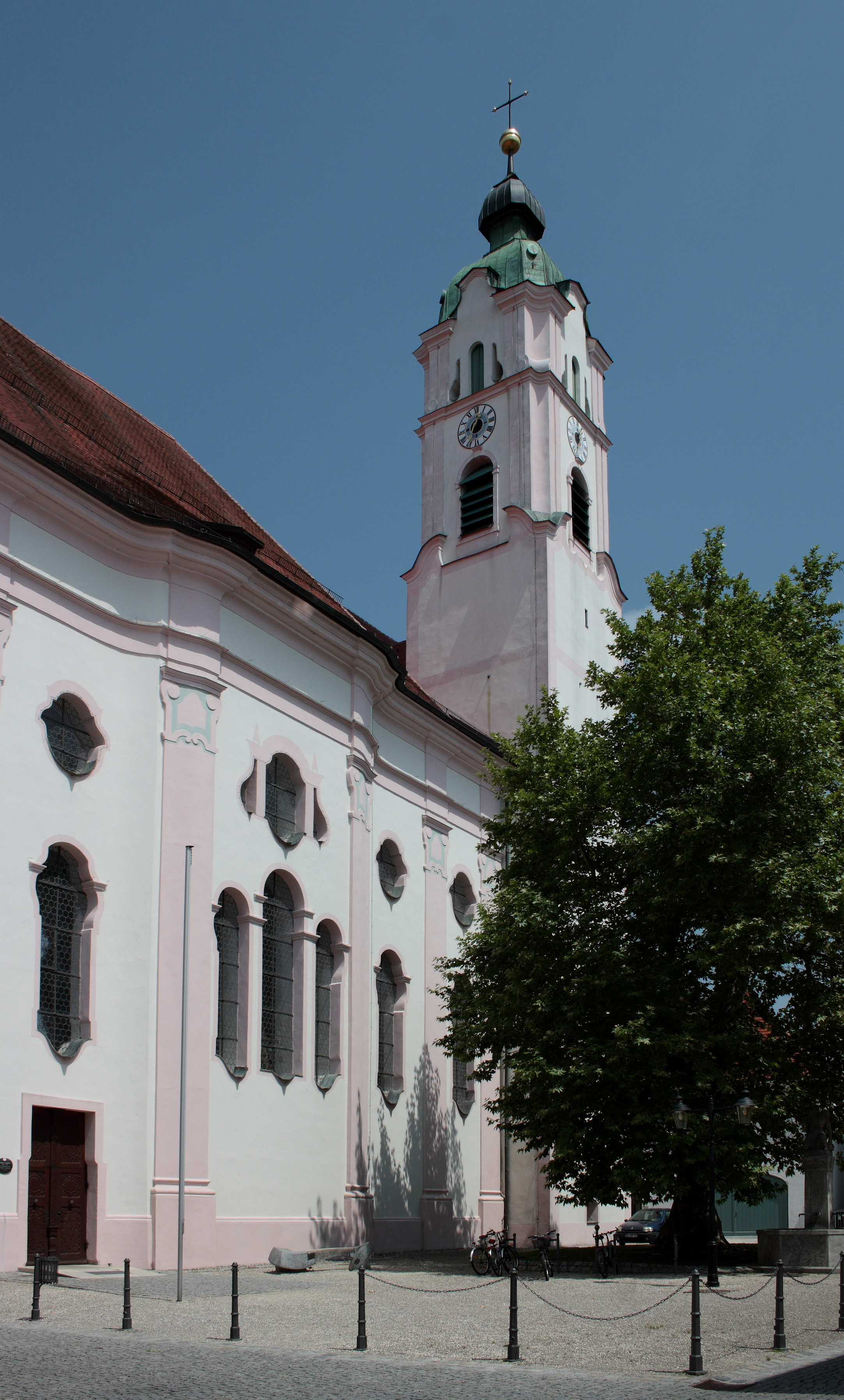
Frauenkirche in Günzburg, Südfassade und Turm

Die römisch-katholische Frauenkirche (Zu Unserer Lieben Frau) in Günzburg, einer Stadt im bayerischen Regierungsbezirk Schwaben, wurde in der Mitte des 18. Jahrhunderts im Stil des Rokoko errichtet. Sie ist der bedeutendste Kirchenbau der Stadt und gilt als eines der Hauptwerke des Baumeisters Dominikus Zimmermann. Die Kirche gehört zu den geschützten Baudenkmälern in Bayern.

## Geschichte
Vermutlich gab es bereits um 1380 in der Günzburger Oberstadt an der Stelle der heutigen Kirche eine Kapelle zu Ehren der Jungfrau Maria. Als 1433 in der Nähe dieser Kapelle ein Franziskanerinnenkloster gegründet wurde, baute man die alte Kapelle zu einer größeren Kirche im Stil der Gotik um. 1492 wurden Kirche und Kloster durch einen Verbindungsgang miteinander verbunden. Seit 1493 hatten die Nonnen ein Anrecht auf eine Kapelle im Emporenbereich. Auf einem Merianstich aus dem Jahr 1643 ist eine Kirche mit gotischem Spitzturm am heutigen Frauenplatz zu erkennen.
Beim großen Brand von 1735 brannte die Kirche ab, nur der untere Teil des Turmes blieb erhalten. 1736 beschloss die Stadt den Neubau der Kirche und betraute damit Dominikus Zimmermann, einen der berühmtesten Baumeister der Wessobrunner Schule. Bis 1741 waren Chor und Langhaus einschließlich Stuckierung und Ausmalung fertiggestellt. Aus Geldmangel und infolge des Österreichischen Erbfolgekrieges (1740–1748) mussten die Arbeiten unterbrochen werden. Erst 1757 wurden die Altäre und die Kanzel eingebaut. 1780 wurde die Kirche vom damaligen Weihbischof Johann Nepomuk August Ungelter geweiht.
1825 erwarben die seit 1758 in Günzburg niedergelassenen Englischen Fräulein, später Maria-Ward-Schwestern genannt, das 1782 aufgehobene Franziskanerinnenkloster. Sie nutzten die ehemalige Nonnenempore in der Frauenkirche als Chor. Von 1998 bis 2002 wurde die Kirche grundlegend saniert und innen und außen restauriert.

## Architektur

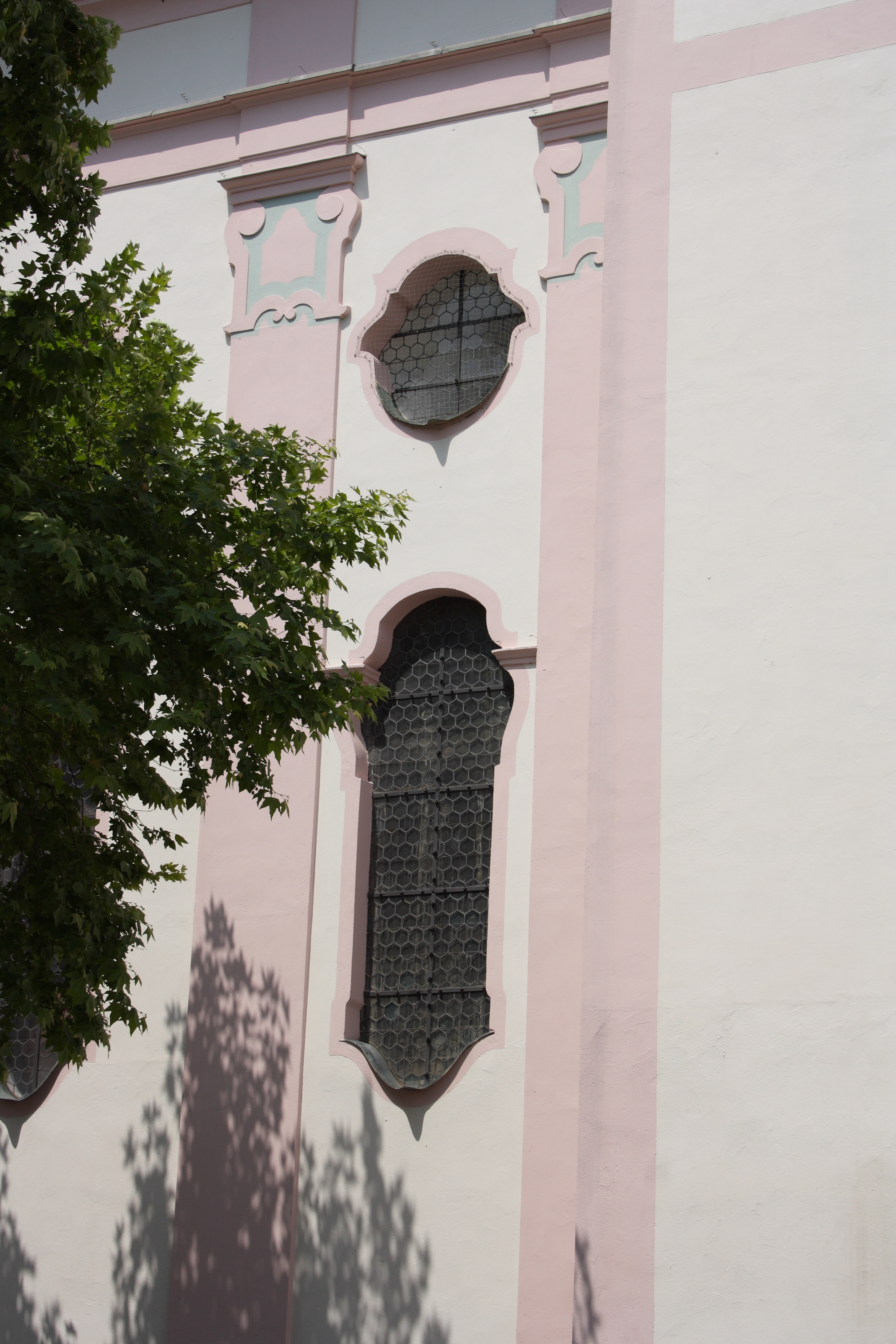
Fenster und Pilaster

### Außenbau
Im südlichen Chorwinkel erhebt sich der 50 Meter hohe, achtgeschossige Turm, dessen unterer quadratischer Teil noch von der gotischen Vorgängerkirche stammt. Geschweifte Giebelstücke markieren den Übergang zu den beiden Glockengeschossen, die an den Ecken von Doppellisenen gefasst und durch ein profiliertes Gesims voneinander abgesetzt sind. Das oberste Stockwerk ist von schmalen, teilweise schlitzartigen Öffnungen durchbrochen, das vorletzte Geschoss besitzt auf allen vier Seiten Zifferblätter und große rundbogige Klangarkaden. Der Turm wird von einer Welschen Haube mit abgeschrägten Kanten gedeckt, die eine kleinere Zwiebelhaube krönt.
Die Außenmauern des Langhauses gliedern flache Pilaster mit Phantasiekapitellen. Darüber verläuft ein verkröpftes, schlichtes Gebälk, auf dem ein niedriges Attikageschoss sitzt. Das Langhaus wird von einem hohen Walmdach gedeckt und ist in fünf unterschiedlich breite Achsen unterteilt. Die mittlere und breiteste Achse springt leicht nach außen vor und unterscheidet sich durch ihre als Dreiergruppe angeordneten Fenster mit darüber liegendem Bassgeigenfenster. Die anderen, schmäleren Achsen sind jeweils von einem großen, oben und unten abgerundeten Fenster mit geschweift geohrtem Bogenschluss und einem ebenfalls geschweiften Rundfenster darüber durchbrochen. Sämtliche Gliederungselemente wie Sockel, Gesimse, Fensterumrahmungen und Pilaster heben sich durch ihre zartrosa Farbe ab.
In der Mitte des Ostgiebels befindet sich in einer Mauernische eine fast drei Meter hohe Marienstatue. Süd- und Westportal sind mit Rokokoschnitzereien und Symbolen der Lauretanischen Litanei (Bundeslade, Pforte des Himmels, goldenes Haus, Morgenstern, geheimnisvolle Rose) versehen. Sie sind eine Arbeit des Schreiners Johann (Hans) Michael Baur aus Offingen, auf den die Initialen (HMBO) am Hauptportal an der Westfassade hinweisen. Am Mittelpfosten des Südportals steht die Jahreszahl 1740, das Westportal ist mit 1741 bezeichnet.

### Innenraum
Das einschiffige Langhaus gliedern 16, auf hohen Sockeln aufragende Säulen, die mit korinthisierenden Kapitellen verziert sind und ein weit auskragendes Gebälk tragen. Ein Spiegelgewölbe überspannt den Raum.
Im Osten schließt sich der stark eingezogene, um zwei Stufen erhöhte Chor an, den ein Tonnengewölbe deckt. Im oberen Geschoss öffnet sich eine Galerie unter hohen, gestelzten Arkaden, die auf paarweise angeordneten, quadratischen Pfeilern mit korinthisierenden Kapitellen und profilierten Kämpfern aufliegen. Ein Geländer aus marmorierten Vierkantbalustern schließt die Galerie zum Chorraum ab. Fünf große, oben und unten geohrte und ausgebauchte Fenster beleuchten mit den darüber liegenden kleineren, geschweift ovalen Fenstern den Chor. In den Chorschrägen befinden sich zwei weitere hohe Fenster und hinter dem Hochaltar ein kleiner Okulus.

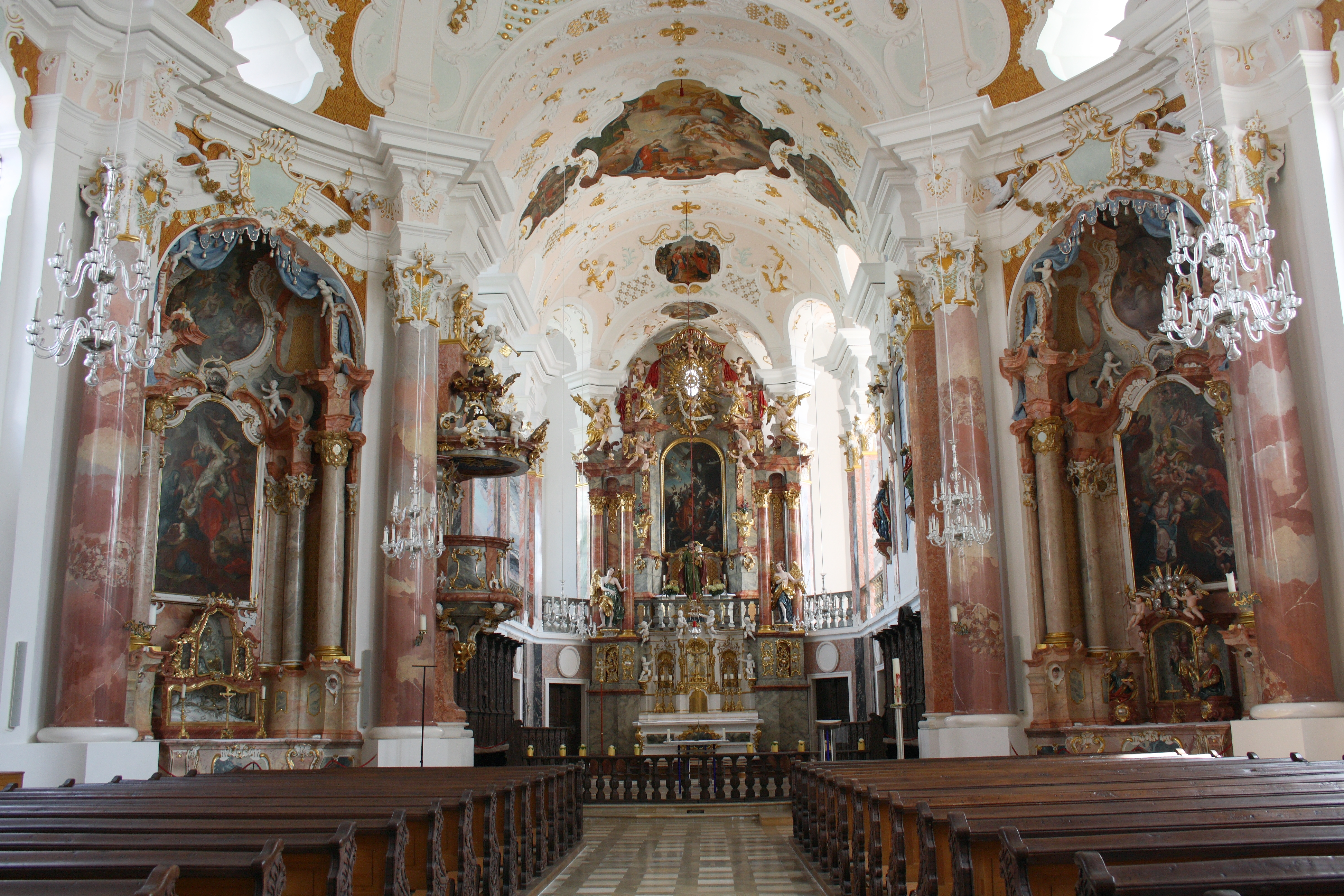
Innenraum mit Blick zum Chor
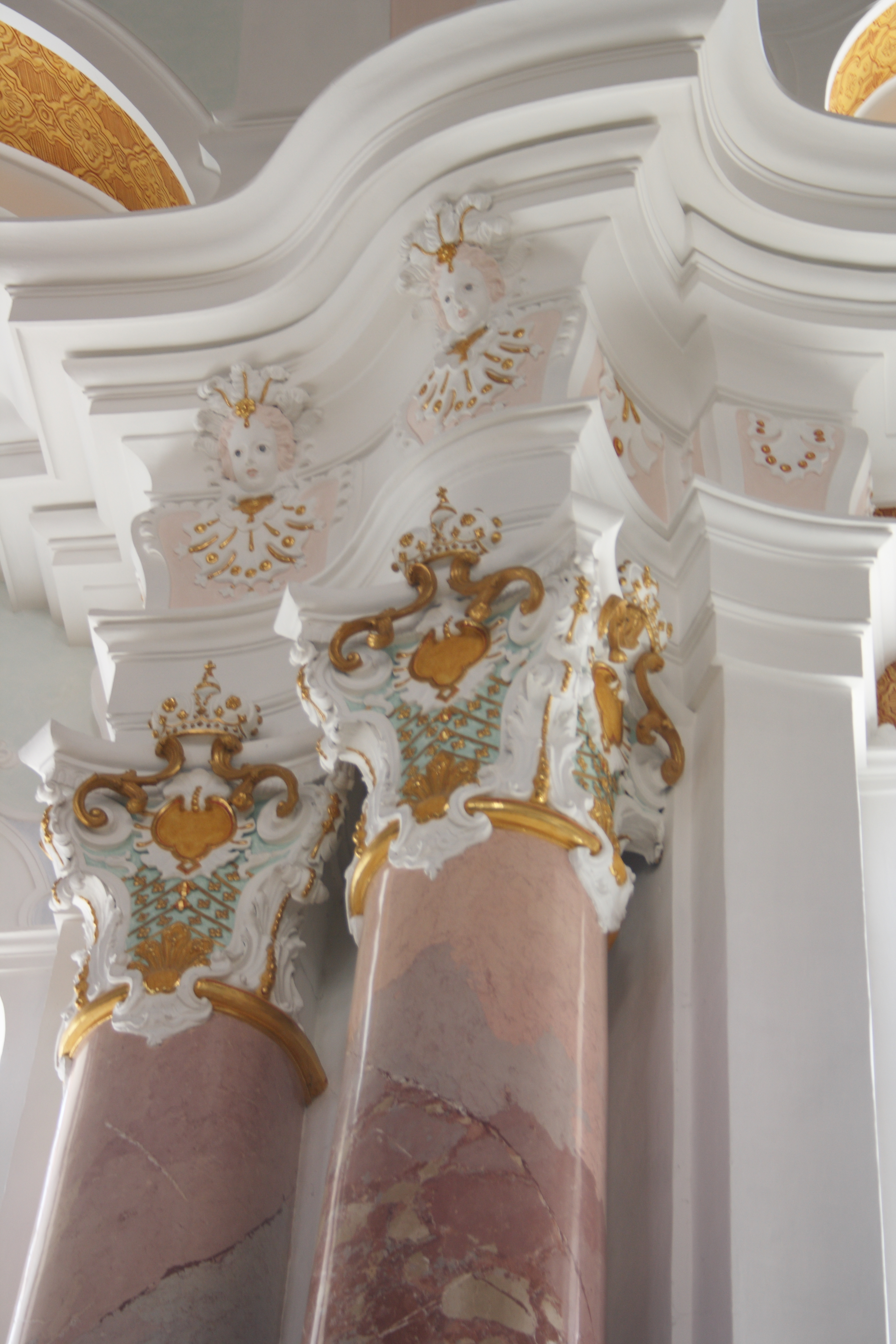
Kapitelle mit Kämpfer und Gebälk
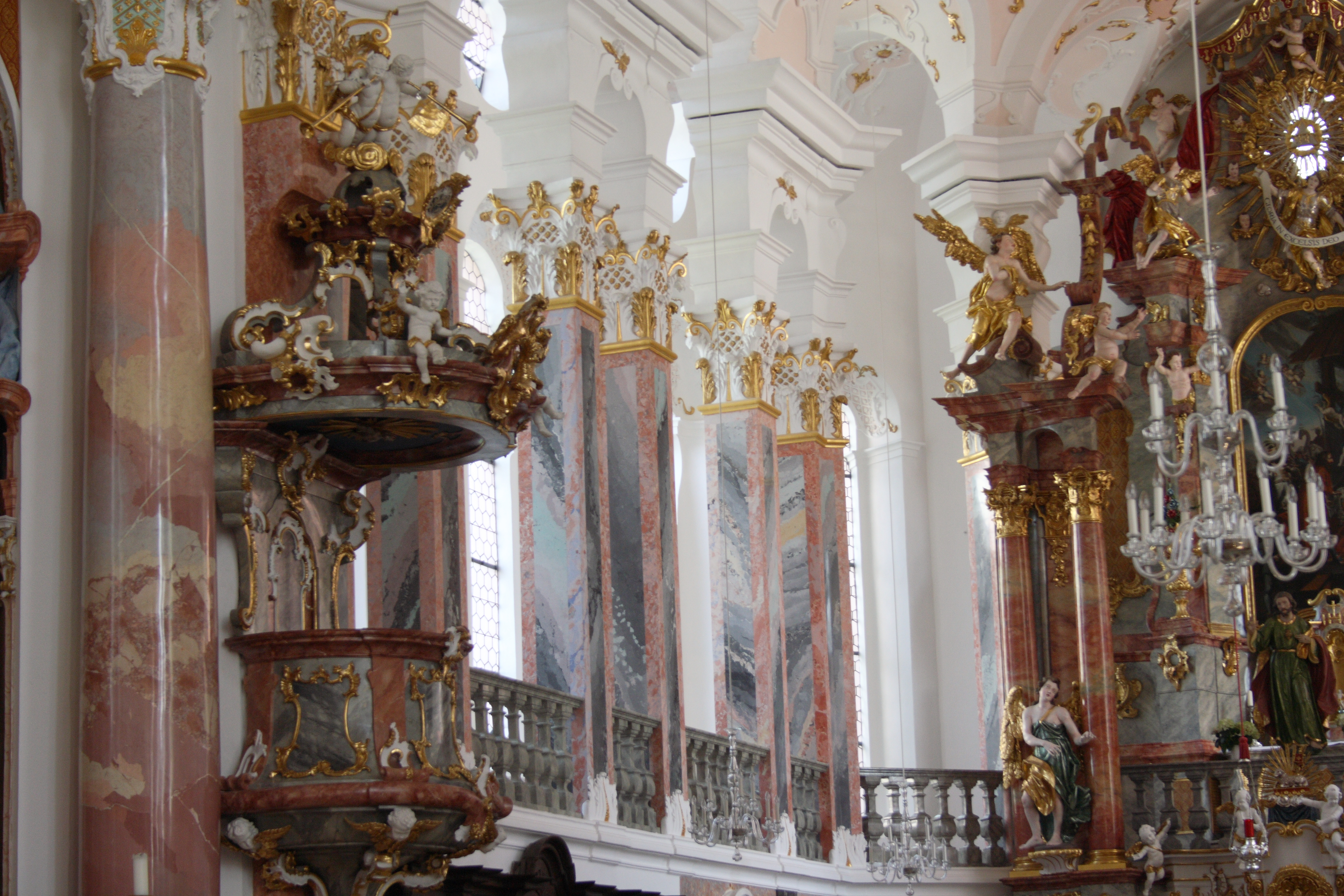
Chor
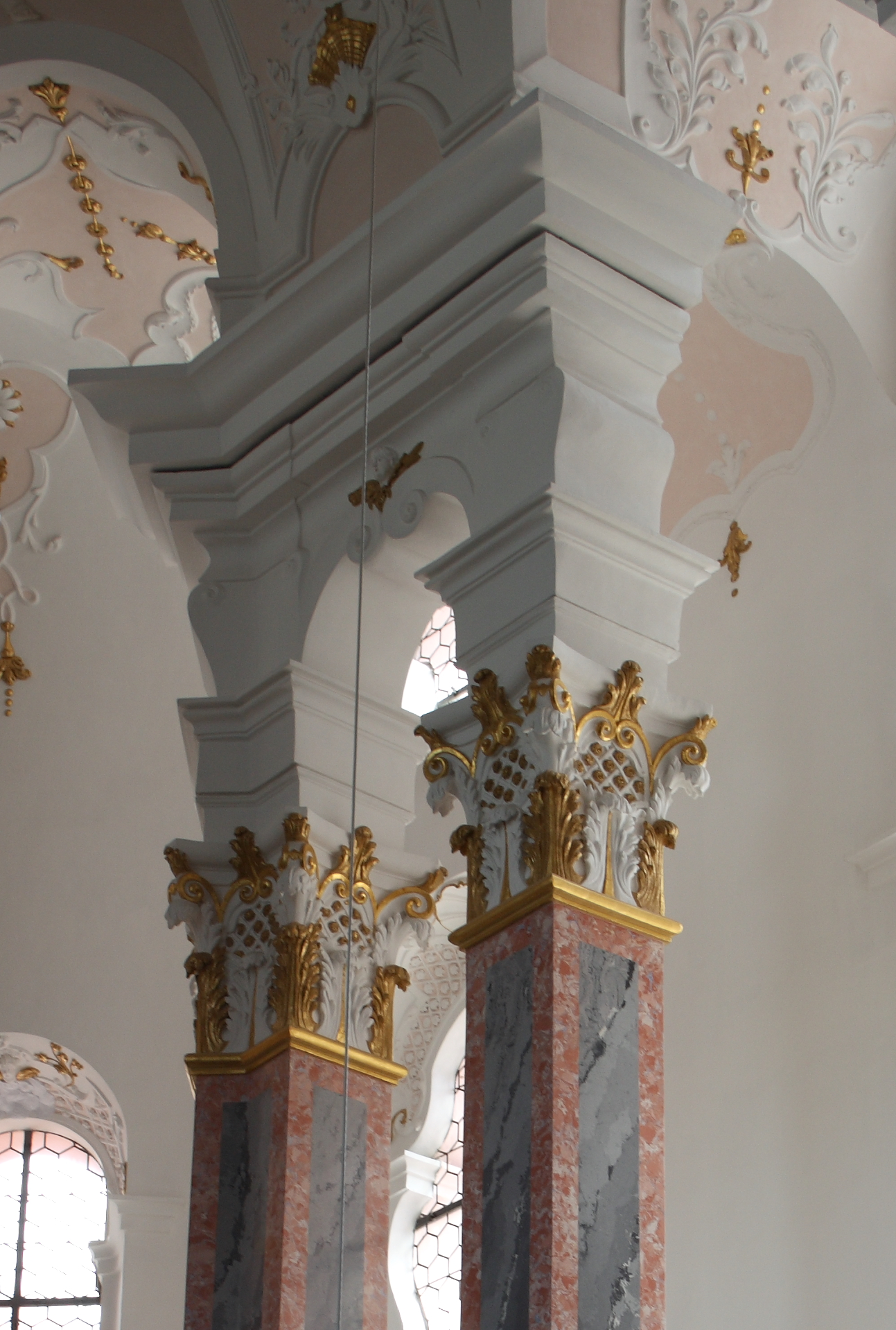
Doppelpfeiler im Chor

### Nonnenempore

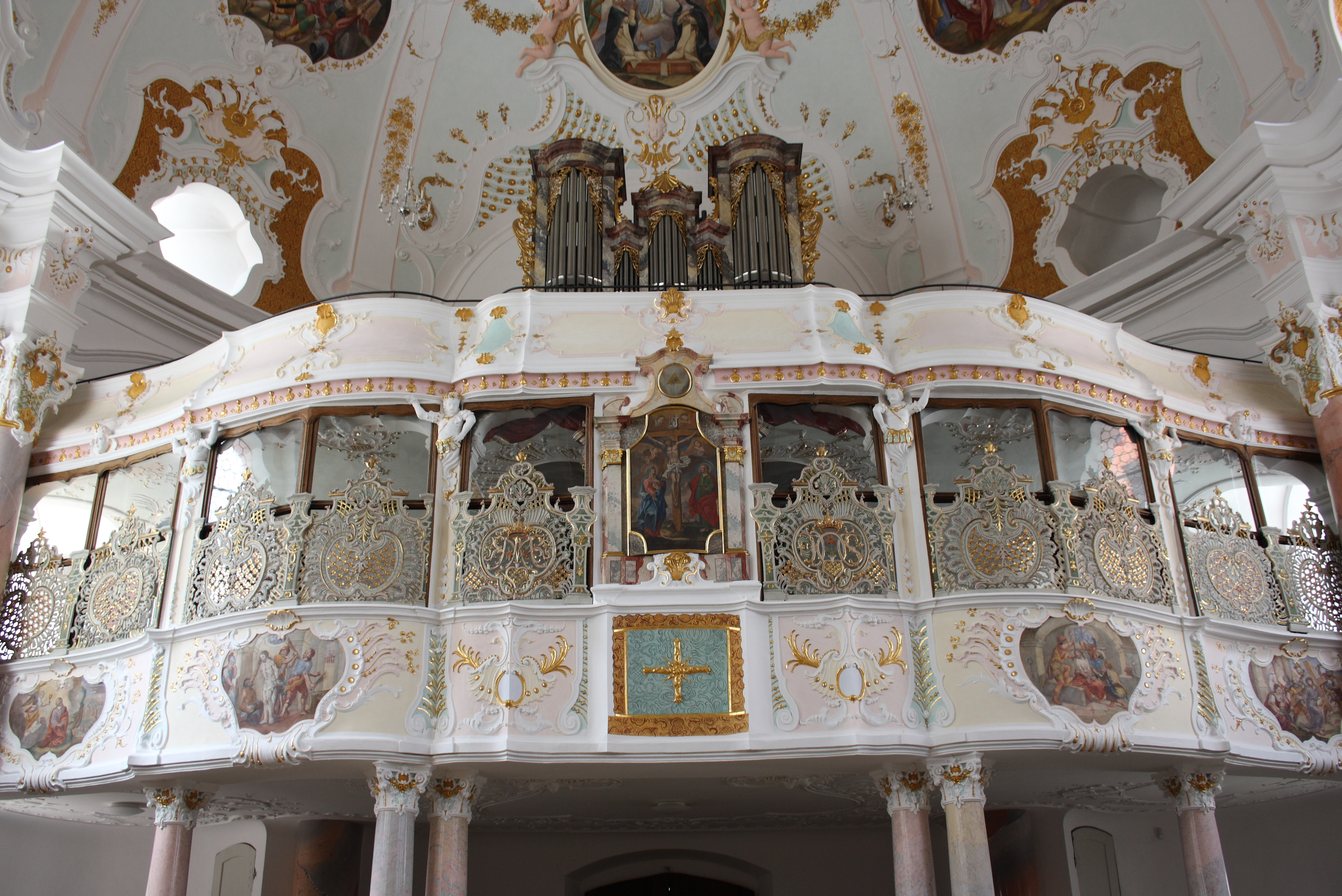
Nonnenempore

Den westlichen Abschluss des Langhauses bildet eine Doppelempore, die sogenannte Nonnenempore, die von sechs marmorierten und mit Kapitellen verzierten Säulen getragen wird. Der untere Bereich, mit fünfteiliger, geschweift vorgezogener Brüstung, von den Maria-Ward-Schwestern als Chor genutzt, ist verglast und mit einem reich geschnitzten Holzgitter mit Marienmonogrammen versehen. Die Pfeiler zwischen den Fensterfeldern, auf denen die obere Empore ruht, sind mit Karyatiden in Gestalt von Puttenhalbfiguren geschmückt.

## Stuck und Ausmalung

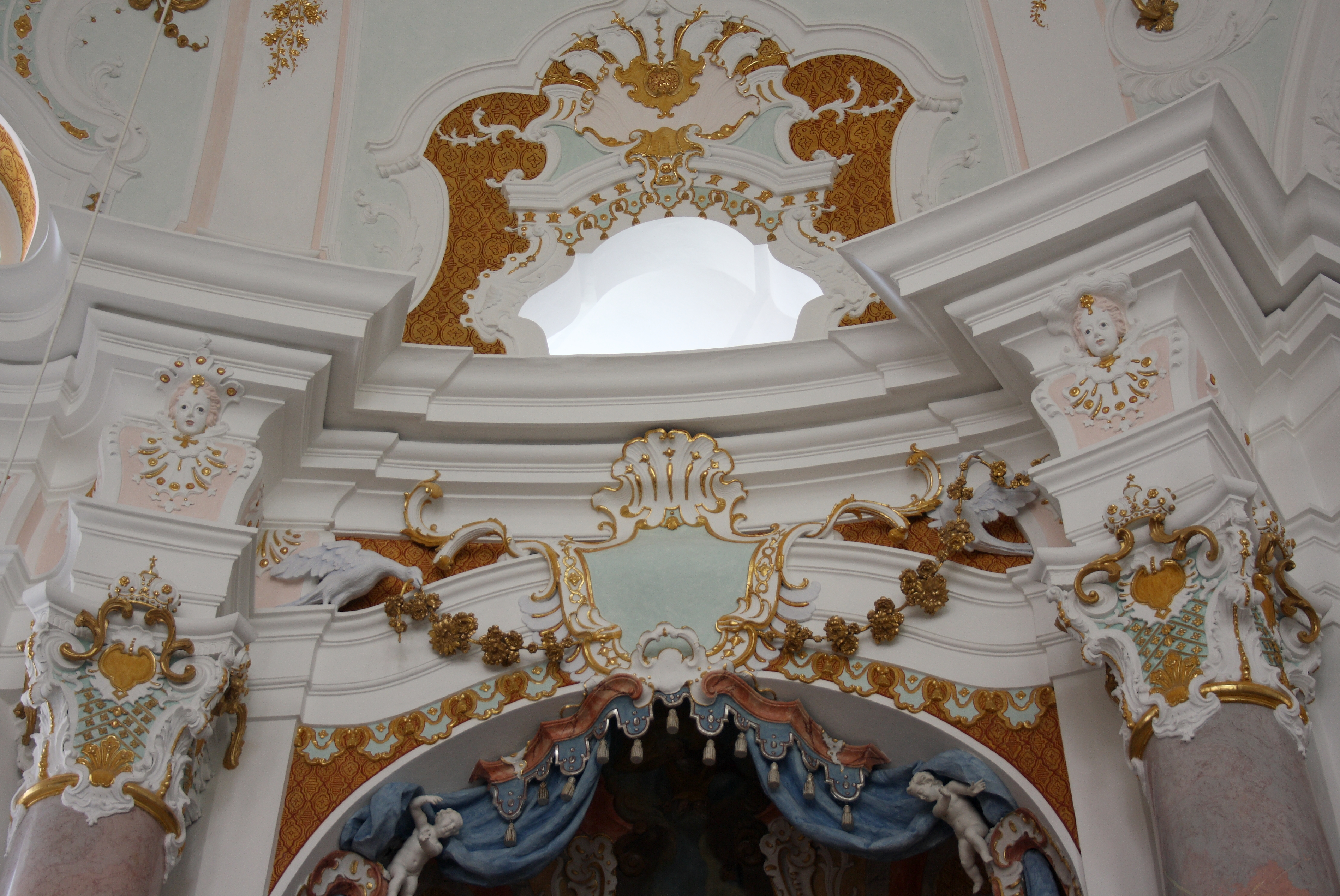
Stuckdekor

Der reiche Stuckdekor wird Dominikus Zimmermann, auf den wohl die Entwürfe zurückgehen, und Thomas Gering aus Günzburg zugeschrieben.
Das zentrale Deckengemälde des Chores mit der Darstellung der Verkündigung an Maria und die kleineren Bilder mit den Szenen des Freudenreichen Rosenkranzes wurden von Anton Enderle in Öl gemalt.
Die Deckenmalereien und Emporenbilder im Langhaus wurden von ihm als Fresken geschaffen. Das große Langhausfresko trägt die Signatur: „Antoni Enderle Pinx. 1741“ und hat die Marienkrönung zum Thema. Die Szene ist umgeben von einer Schar auf Wolken sitzender Heiliger und Märtyrer, biblischer Figuren, geistlicher Würdenträger und Ordensstifter. Am östlichen und westlichen Bildrand stehen sich die Vertreter der vier Erdteile gegenüber. In der Szene vor dem Chorbogen ersuchen Dominikus und Franz von Assisi die Fürbitte Marias bei der Dreifaltigkeit. 
Über der Empore überreicht Maria der heiligen Katharina von Siena und dem heiligen Dominikus den Rosenkranz. Die anderen Bilder sind dem Glorreichen Rosenkranz gewidmet. Die beiden seitlichen Bilder der Mittelachse stellen links die Geburt Marias und rechts den Sieg der Heiligen Liga in der Seeschlacht von Lepanto dar, von dem man glaubte, dass er dem Rosenkranzgebet und der Fürbitte Marias zu verdanken war.
Die Fresken der Emporen haben die Geheimnisse des Schmerzhaften Rosenkranzes zum Thema. Das mittlere Bild mit der Kreuzigungsszene ist in Öl gemalt. Die Szene mit der Dornenkrönung wurde 1902 von Anton Ranzinger erneuert.

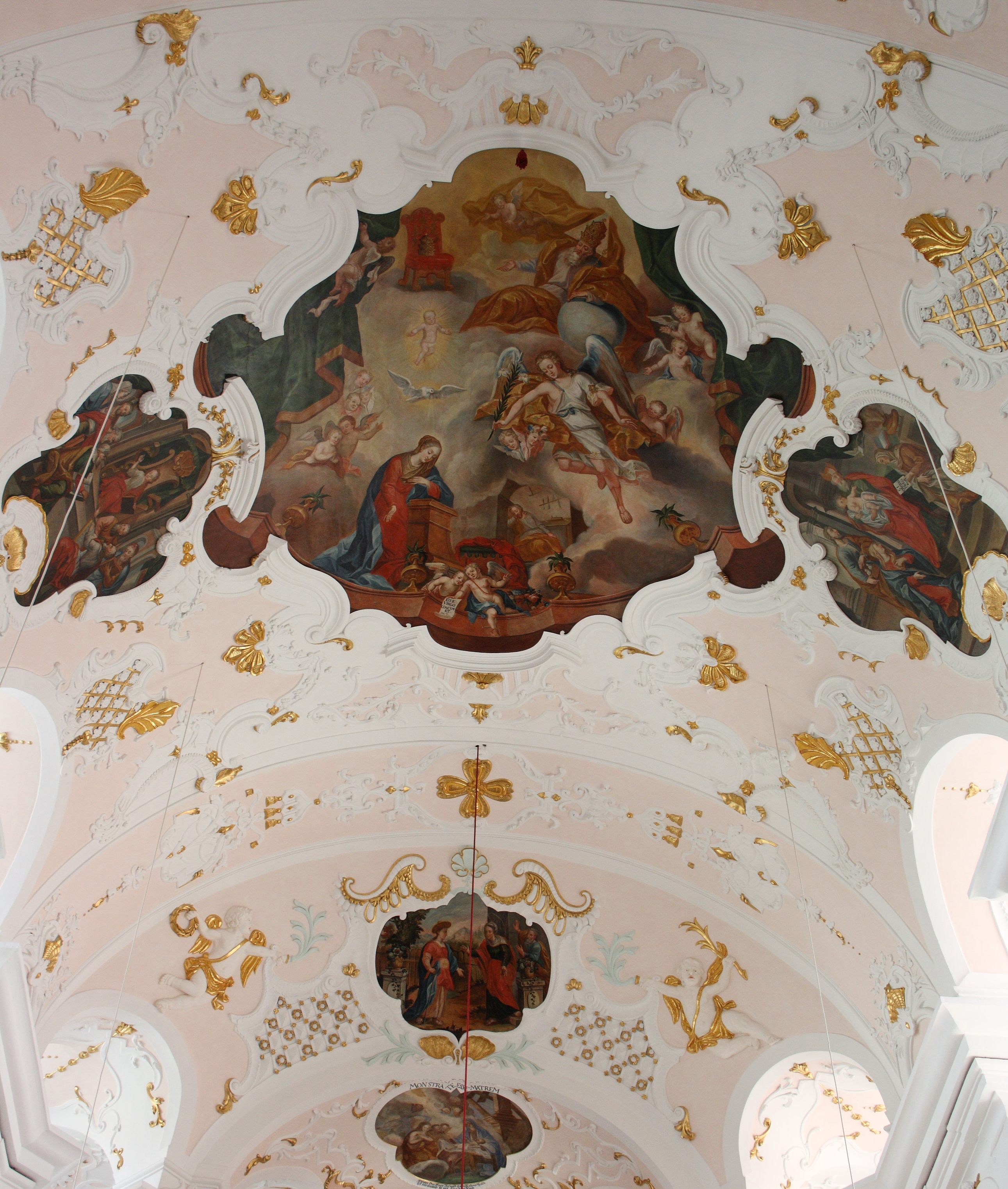
Deckenbild im Chor mit der Verkündigungsszene
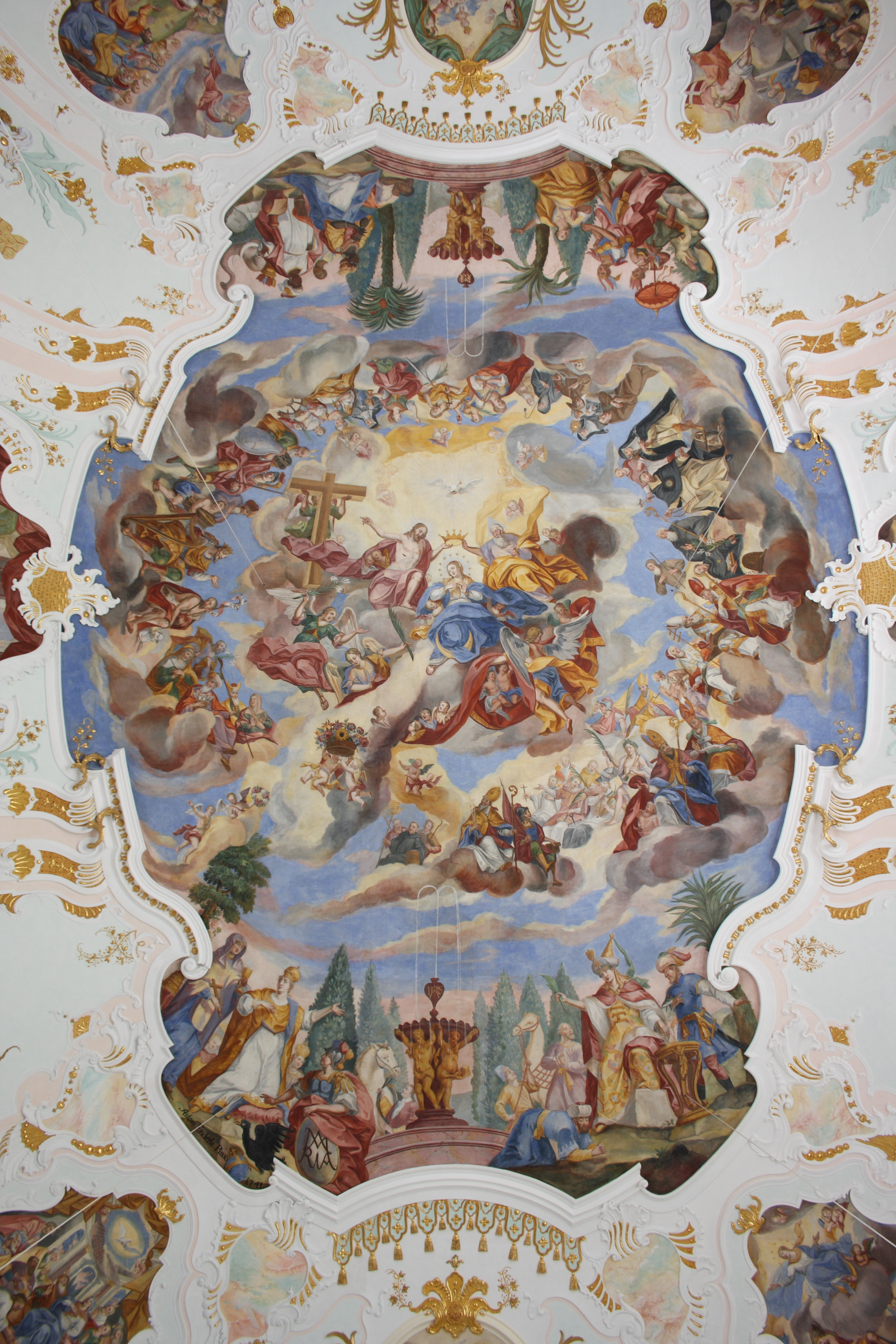
Langhausfresko
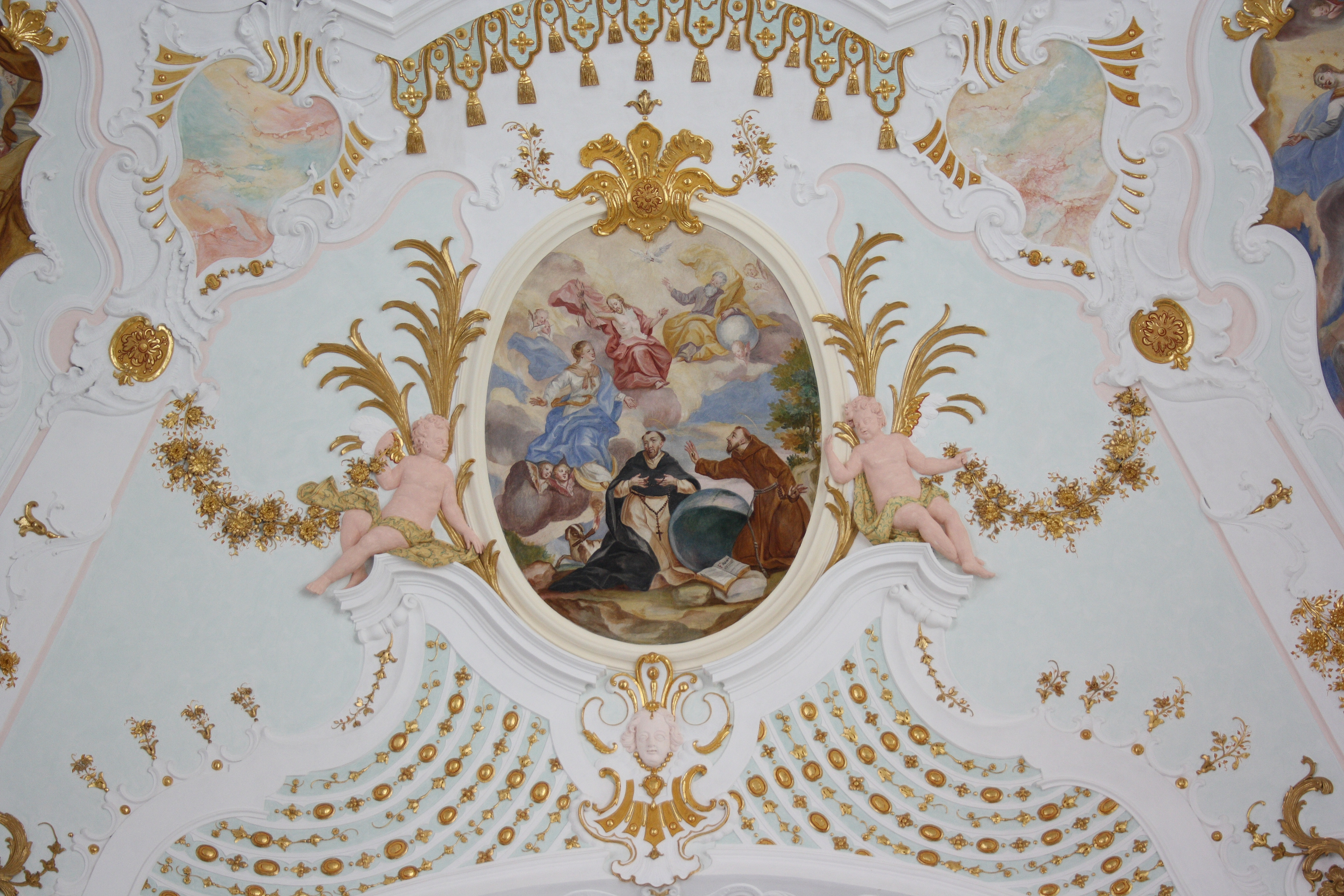
Franziskus und Dominikus, Maria und Dreifaltigkeit vor dem Chorbogen
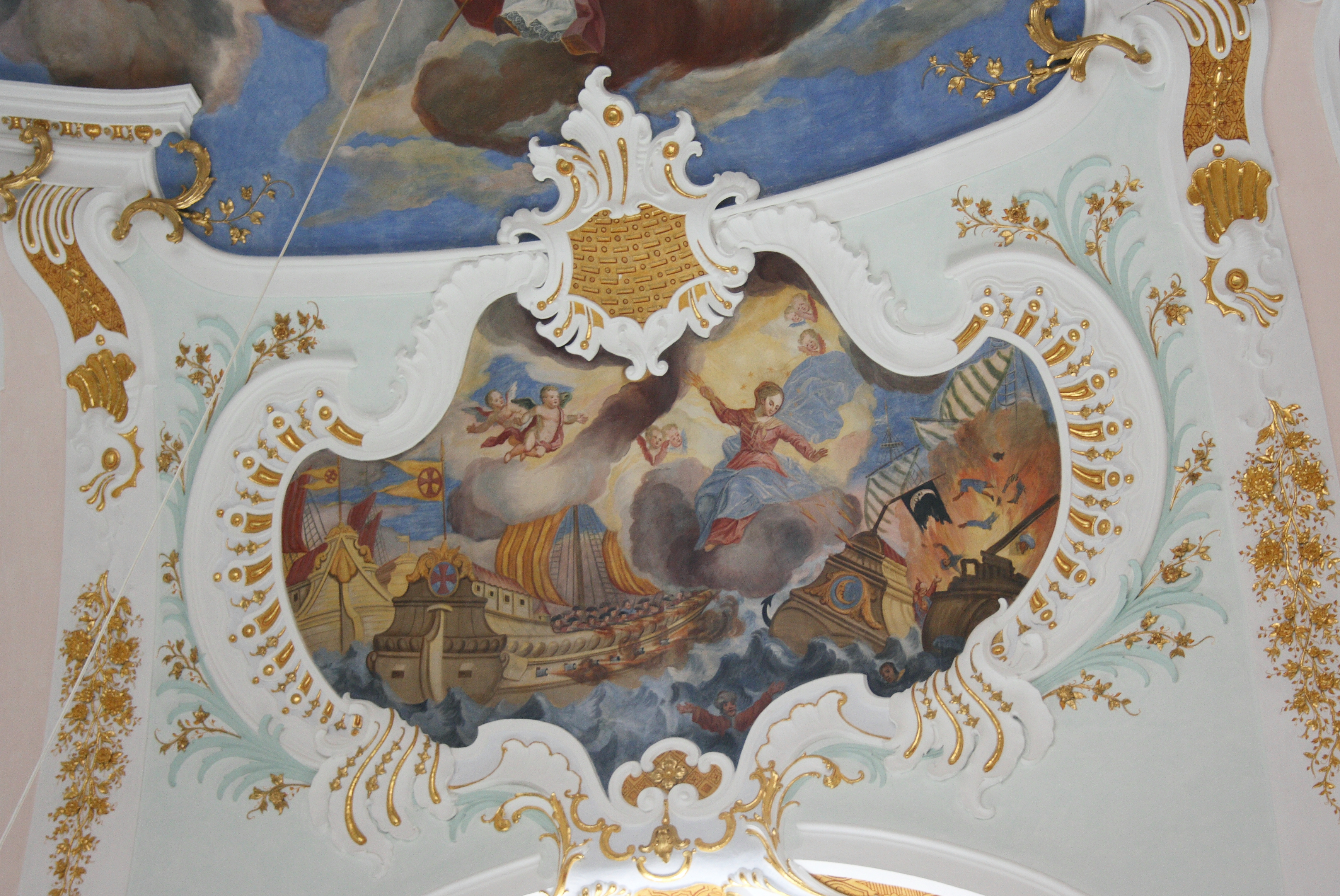
Seeschlacht von Lepanto
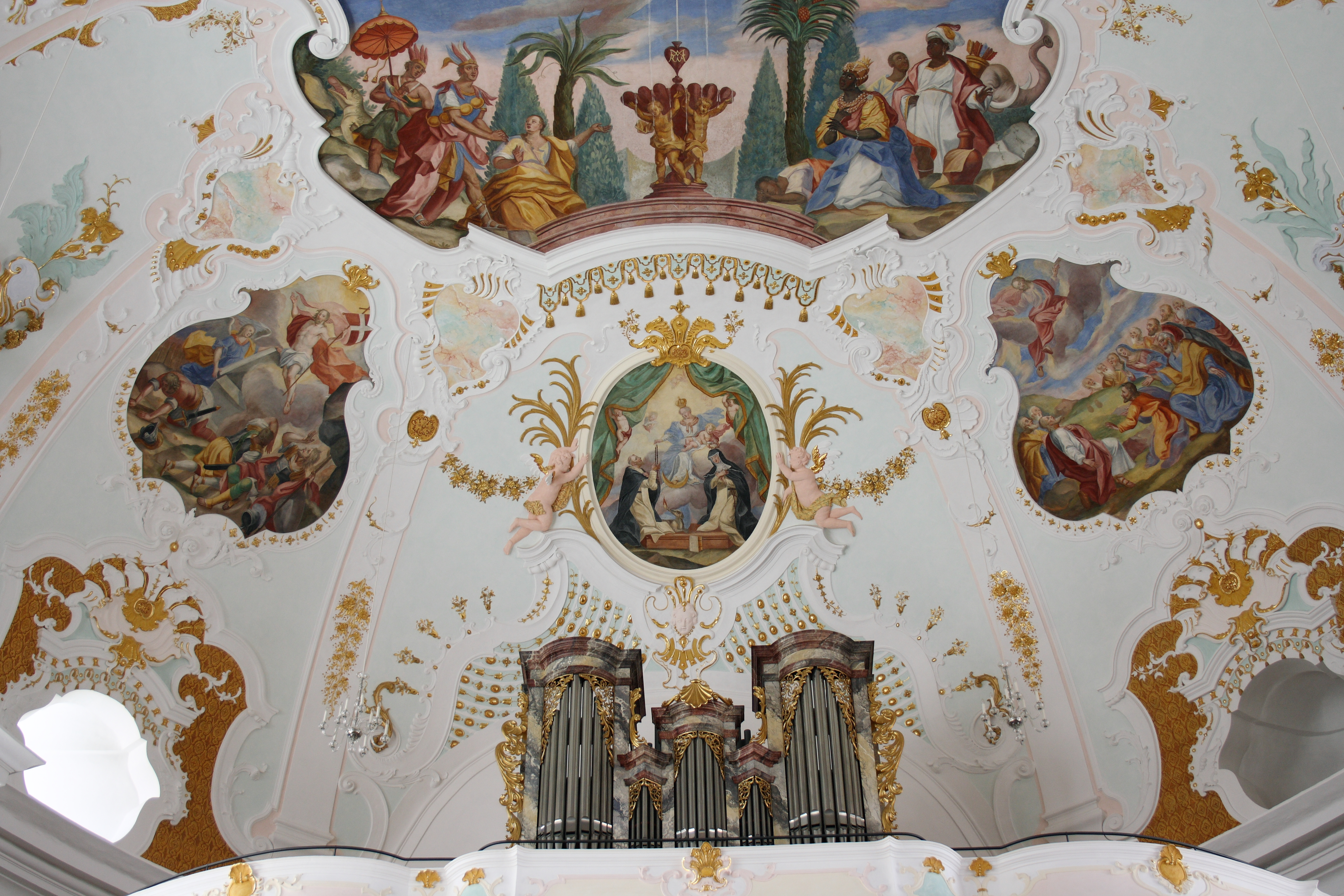
Emporendecke

## Ausstattung

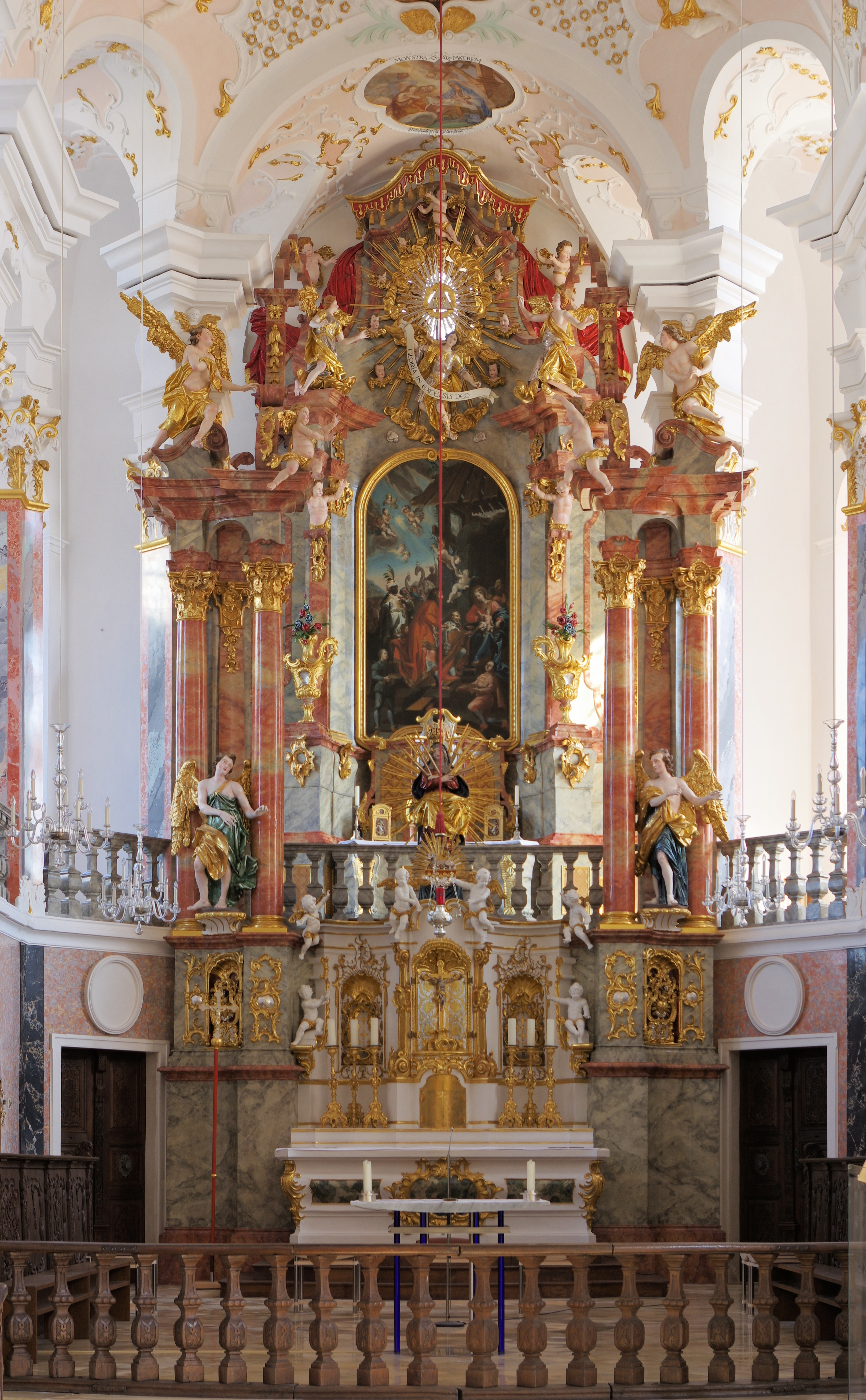
Hochaltar

- Der Hochaltar geht auf einen Entwurf von Dominikus Zimmermann aus dem Jahr 1736 zurück. Der obere Teil wurde 1757 von Ignaz Hillenbrand aus Türkheim geschaffen. Der Auszu des Altars ist mit einem Baldachin bekrönt und von Engelsfiguren und Putten besetzt. In der Mitte schwebt ein Engel mit einem Spruchband und den Worten: „Gloria in excelsis Deo“ (Ehre sei Gott in der Höhe). Das Hochaltargemälde mit der Darstellung der Anbetung der Heiligen Drei Könige wird Paul Ignaz Viola zugeschrieben. Am unteren Bildrand sind die beiden Prinzen Joseph und Leopold dargestellt, die beiden Söhne von Maria Theresia, die ihr in der Kaiserwürde nachfolgen sollten. Im Zentrum des Hochaltars befindet sich das Gnadenbild der Sieben Schmerzen Mariens, das dem Bildhauer Christoph Rodt zugeschrieben wird. Es stellt Maria im Strahlenkranz dar, ihr Herz wird von sieben Schwertern durchbohrt.
- Der linke Seitenaltar, der Passions- oder Kreuzaltar, stellt die Kreuzabnahme dar, ein Ölgemälde von Anton Enderle. In einem Glasschrein befindet sich die Skulptur einer Pietà aus dem frühen 16. Jahrhundert, die aus der brennenden Vorgängerkirche gerettet werden konnte. Der große Glasschrein darunter enthält die Reliquien der heiligen Isidora.
- Der rechte Seitenaltar, der Annen- oder Sippenaltar, besitzt ein Altargemälde mit der Darstellung der Heiligen Sippe, wie die weiteren Verwandten Jesu bezeichnet werden. Das Gemälde trägt die Signatur von Anton Enderle und die Jahreszahl 1747.
- Der Altar der nördlichen Langhauswand ist Johannes Nepomuk gewidmet.
- Der Marienaltar an der südlichen Langhauswand besitzt eine Skulptur der Immaculata aus der Zeit um 1754. Diese Schnitzfigur, eine Arbeit von Anselm Libigo, der als Benediktinerpater im ehemaligen Kloster Fultenbach lebte, war ein Geschenk des Fultenbacher Abtes an die Franziskanerinnen.
- Besonders aufwändig ist der Schalldeckel der Kanzel gestaltet. Er wird von zwei Posaunenengeln bekrönt und ist wie der obere Teil des Hochaltars ein Werk von Ignaz Hillenbrand.
- Von dem Kunstschreiner Hans Michael Baur, der auch die Türen der beiden Portale schuf, stammt das holzgeschnitzte Chorgestühl.

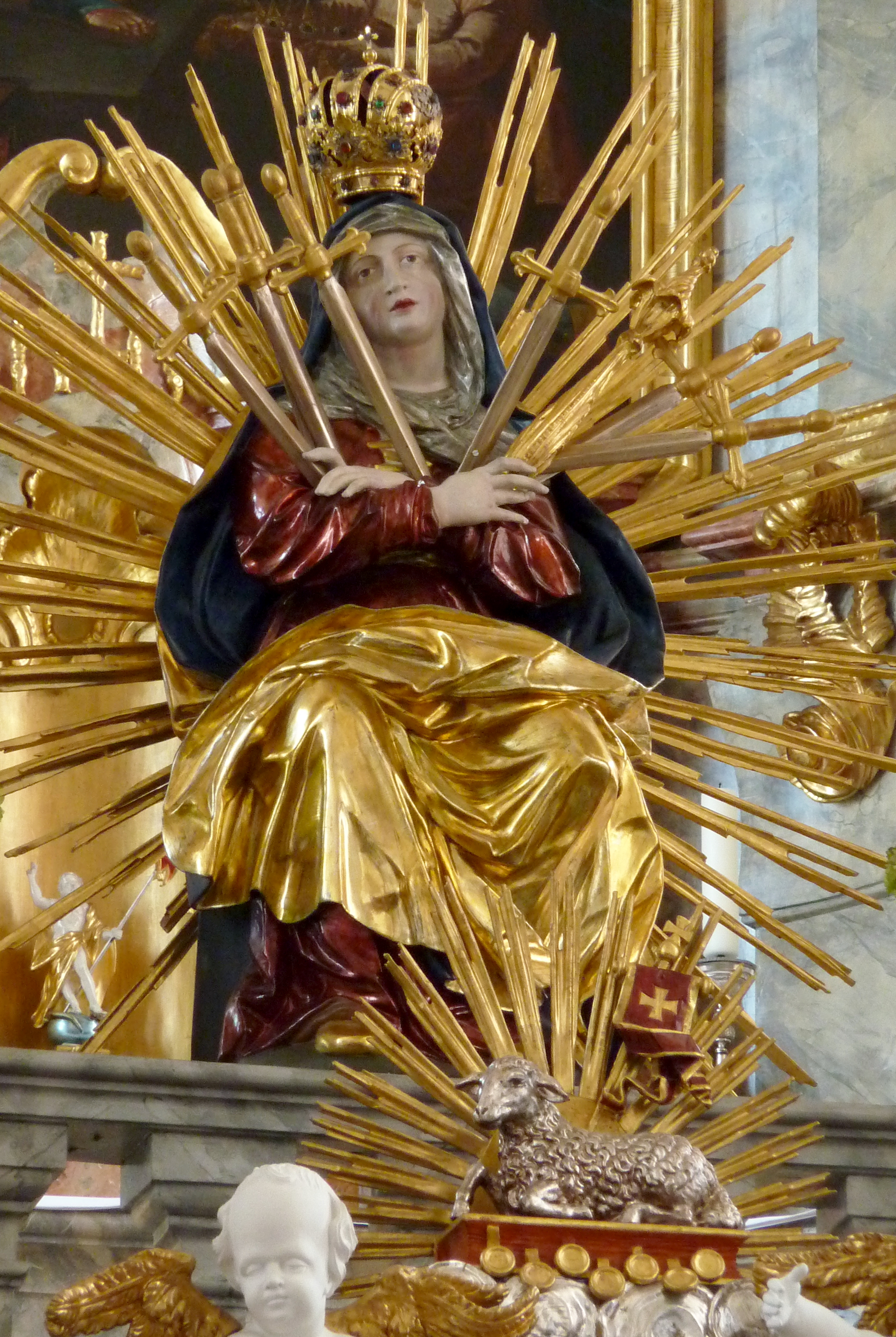
Gnadenbild im Hauptaltar
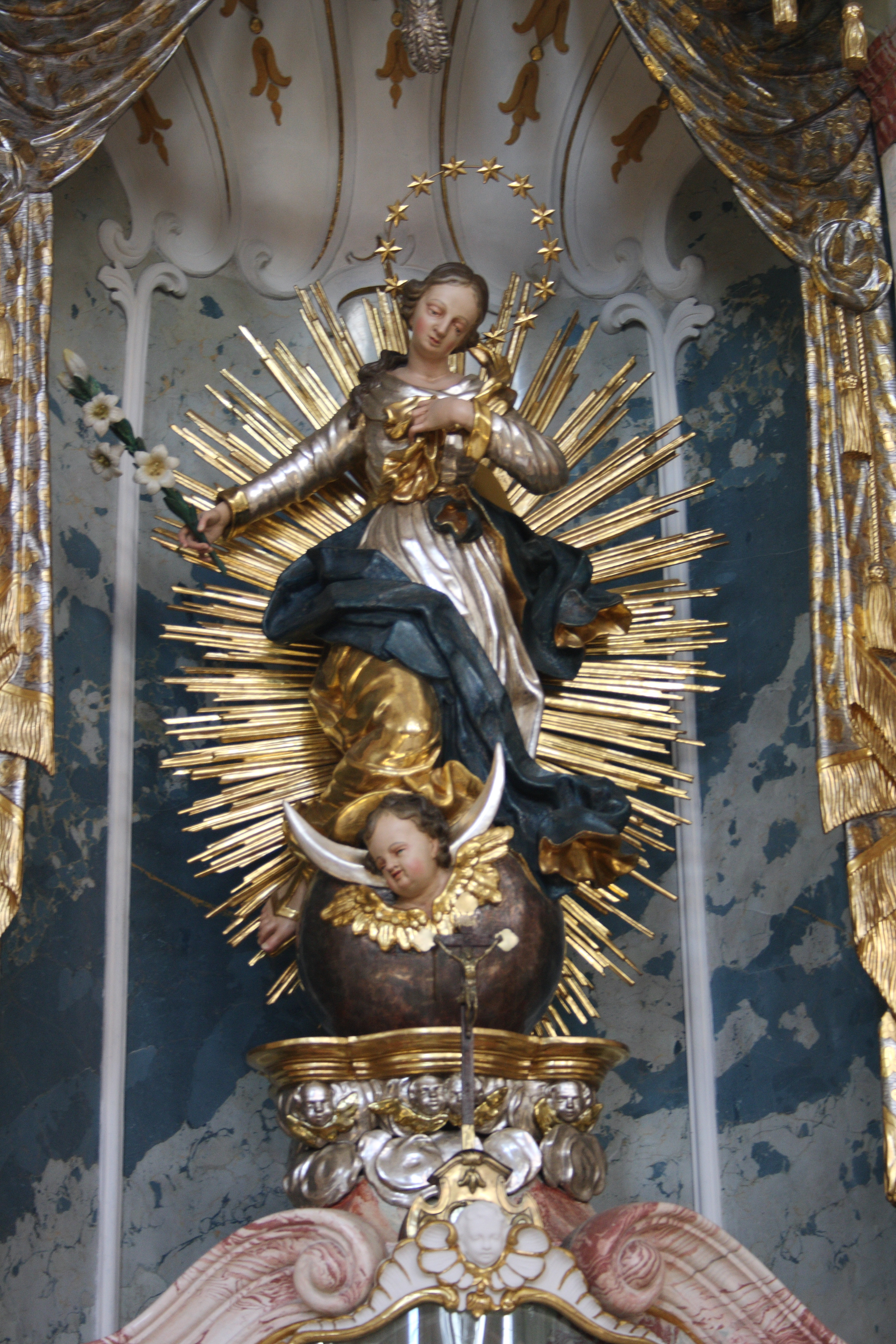
Immaculata am Marienaltar
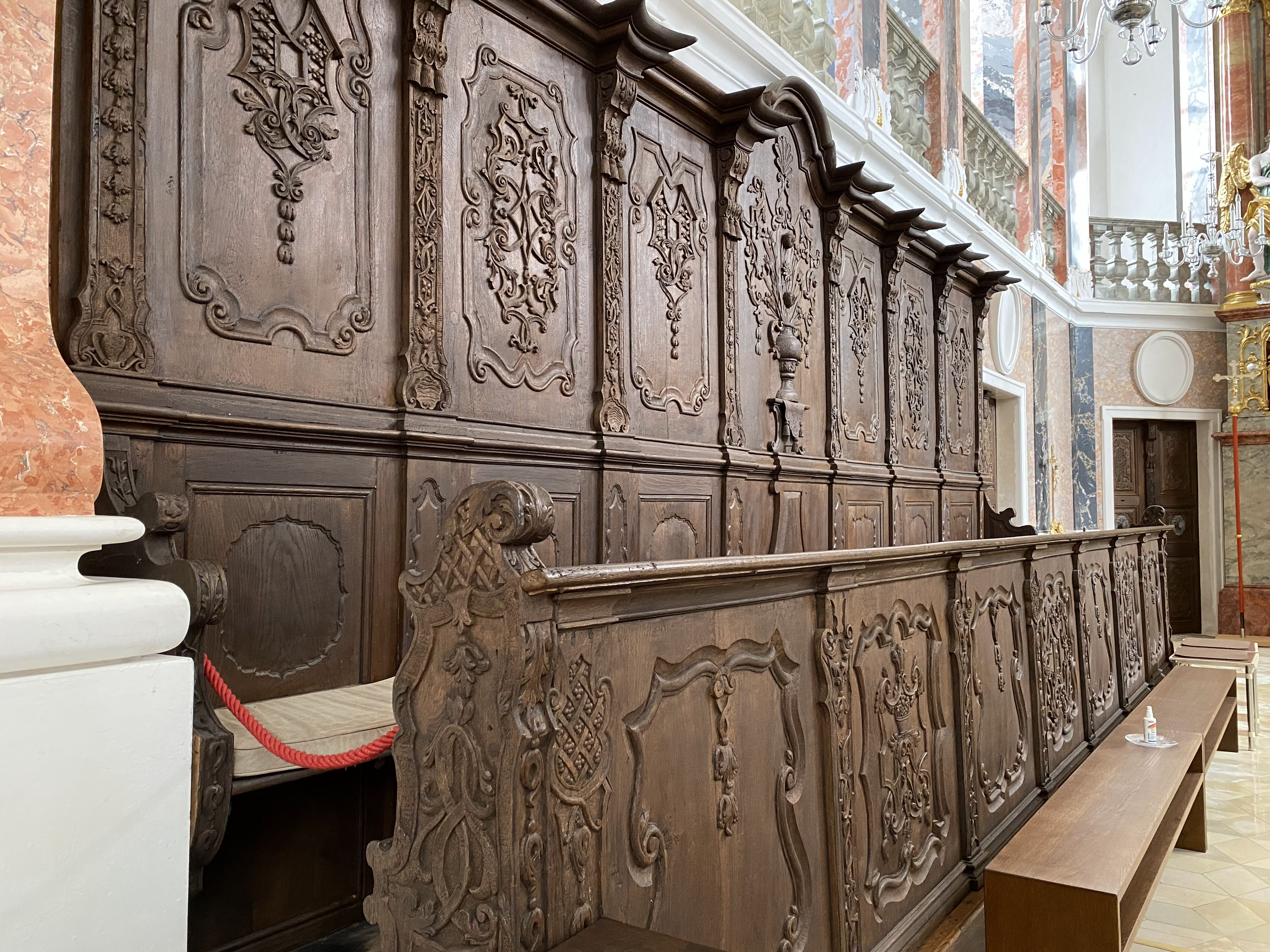
Chorgestühl

## Orgeln

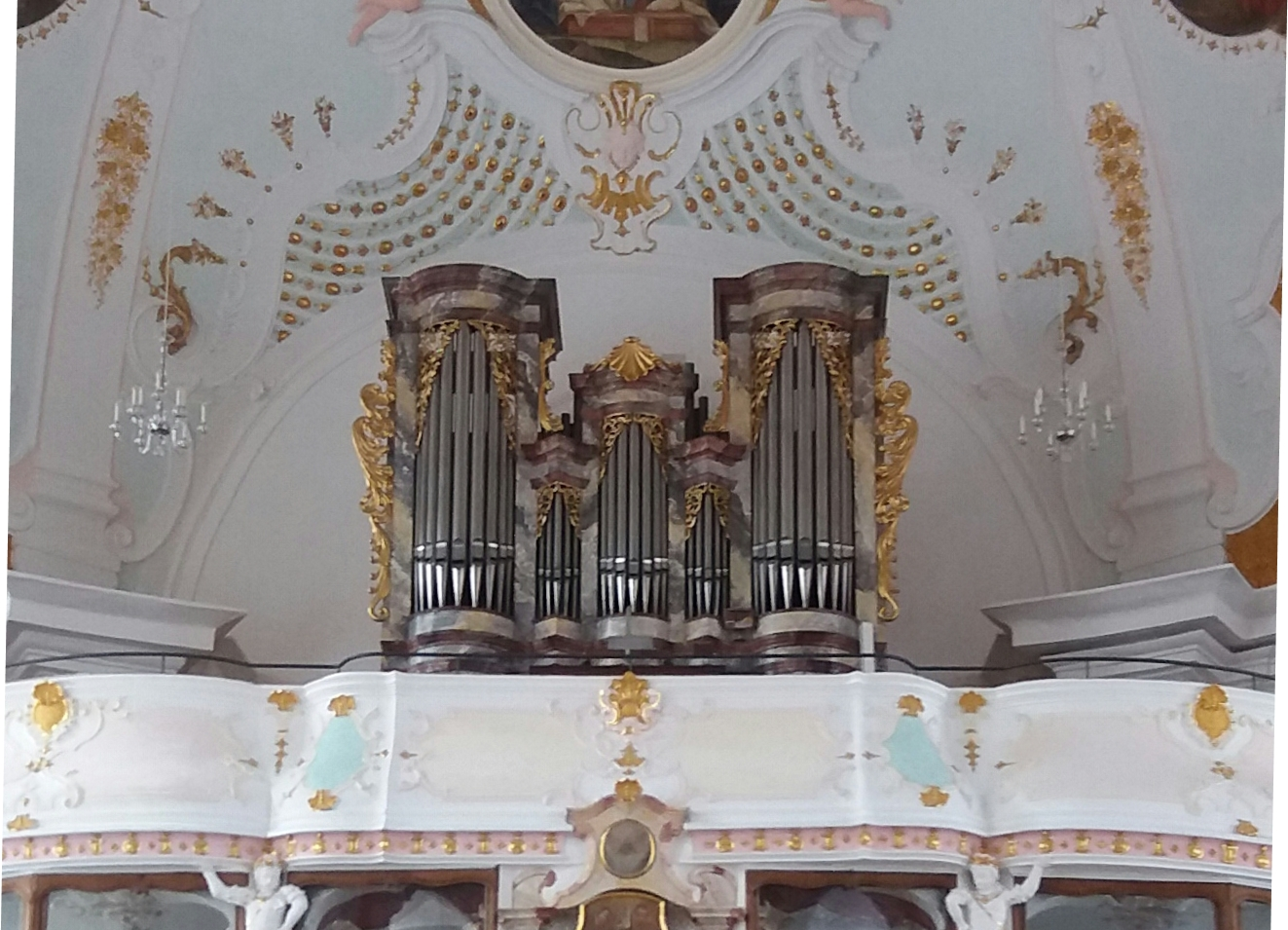
Historisches Gehäuse der Briegel-Orgel

Erstmals wird eine gestiftete Orgel für den Chor um das Jahr 1670 erwähnt, diese verbrannte 1735 mit der Kirche. Für die Nonnenempore der neuen Kirche baute Kaspar Briegel im Jahr 1746 eine Orgel mit zehn Registern, sie wurde zu zwei Dritteln durch Spenden finanziert.
Der fünfteilige barocke Prospekt hat drei Rundtürme mit einem niedrigeren Mittelturm und zwei kleinen, verbindenden Knickfeldern. Die Fassung des Gehäuses in Marmorimitation ist gelb-grau und bei den oberen und unteren profilierten Kranzgesimsen rot-braun. Die Pfeifenfelder sind oben mit vergoldeten Schleierbrettern und an den beiden Seiten der äußeren Türme  mit vergoldeten Rocaillen verziert. 1767 wurde ein Register ergänzt.
Eine 1756 angeschaffte Chororgel wurde 1782 wieder verkauft. Das Innenwerk der Hauptorgel wurde im Jahr 1905 durch einen Neubau von Willibald Siemann aus München ersetzt. Siemann schuf im Jahr 1925 auch eine zweimanualige Chororgel mit sechs Registern. Im Jahr 1998 schaffte die Gemeinde eine vierregistrige Truhenorgel der Orgelbauwerkstatt Rudolf Kubak an.
Das spätromantische Werk der Hauptorgel verfügt über viele grundtönige Stimmen in Acht-Fuß-Lage. Auf pneumatischen Kegelladen sind 19 Register auf zwei Manualen und Pedal verteilt. Die Disposition lautet wie folgt:
| I Hauptwerk C–f3 |                |       |
| 1.               | Bourdon        | 16′   |
| 2                | Principal      | 8′    |
| 3.               | Dolce          | 8′    |
| 4.               | Harmonieflöte  | 8′    |
| 5.               | Viola di Gamba | 8′    |
| 6.               | Octave         | 4′    |
| 7.               | Rohrflöte      | 4′    |
| 8.               | Mixtur IV      | 2 ⁄3′ |

| II Schwellwerk C–f3 |                  |    |
| 9.                  | Geigenprincipal  | 8′ |
| 10.                 | Aeoline          | 8′ |
| 11.                 | Salicional       | 8′ |
| 12.                 | Lieblich Gedeckt | 8′ |
| 13.                 | Vox Coelestis    | 8′ |
| 14.                 | Traversflöte     | 4′ |
| 15.                 | Oboe             | 8′ |

| Pedal C–d1 |            |     |
| 16.        | Subbass    | 16′ |
| 17.        | Violon     | 16′ |
| 18.        | Oktav-Bass | 8′  |
| 19.        | Cello      | 8′  |

- Koppeln: II/I, I/P, II/P

## Epitaph der Reichsgräfinnen von Grafenegg

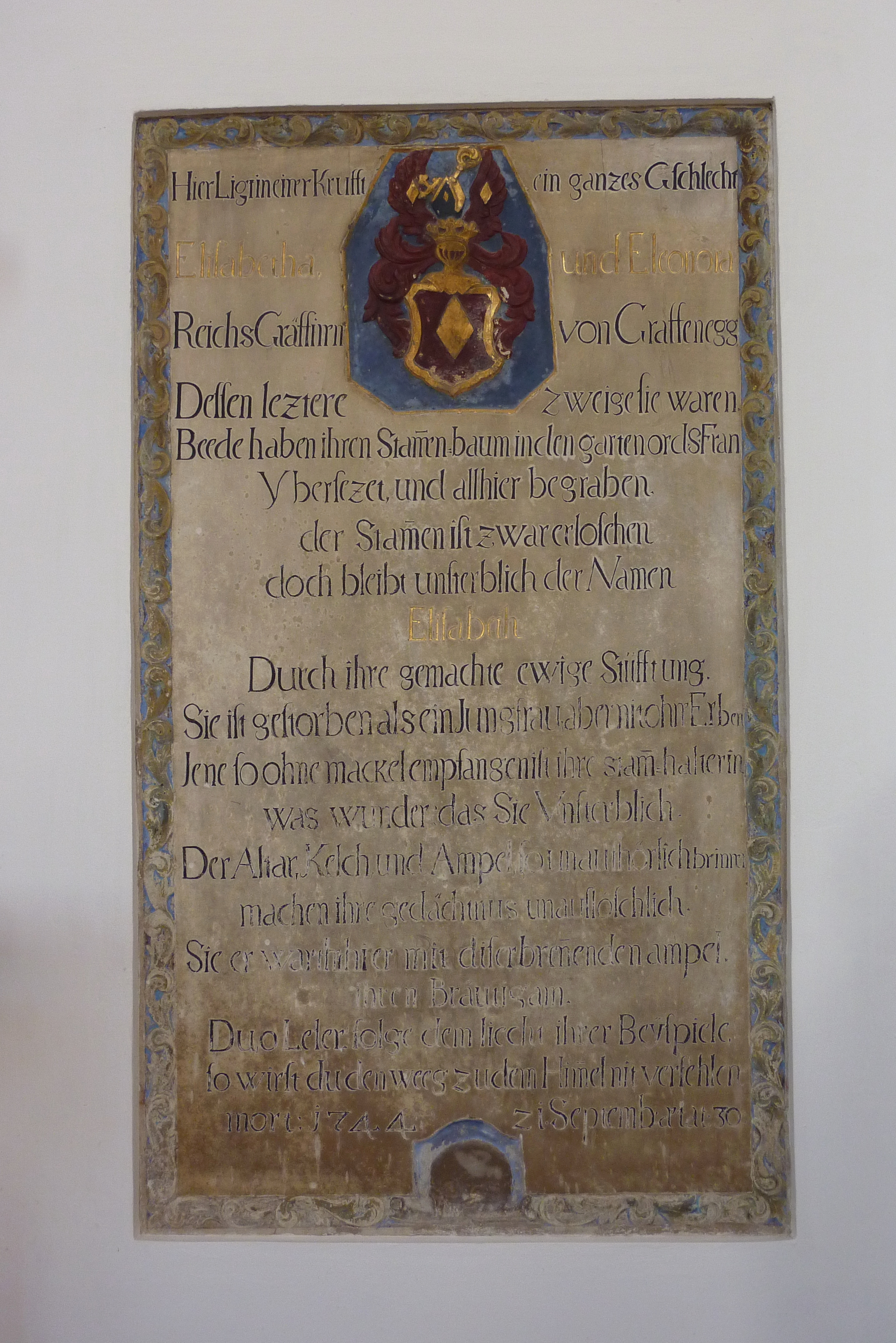
Epitaph der Reichsgräfinnen Elisabeth und Eleonore von Grafenegg

Das Epitaph neben dem Marienaltar erinnert an die Reichsgräfinnen Elisabeth, die 1744 im Alter von 30 Jahren starb, und Eleonore von Grafenegg, zwei Wohltäterinnen des Klosters, mit denen das Geschlecht der Grafenegg ausstarb.